# Haufwerk
Haufwerke sind Gemische fester Partikel (granulare Materie), die lose vermengt oder fest miteinander verpresst oder verbacken sind.
Die Bezeichnung „Haufwerk“, regional auch Hauwerk, stammt aus dem Bergbau, wo die in Haufen geschichteten, aus dem Bergwerk herausgebrochenen Gesteinsbrocken gemeint waren, die keine verwertbaren Anteile enthielten (taubes Gestein).

## Bergbau
Im modernen Bergbau definiert das Haufwerk jegliche Anhäufung von Material, unabhängig davon, ob es aufgeschüttet wurde (zum Beispiel eine Abraumhalde oder Aufschüttung durch Vorsiebung) oder etwa durch eine Sprengung entstanden ist und dann auch ungesichtetes Material enthält.
In Österreich ist die Bezeichnung „Hauwerk“ für durch Bergbau gewonnenes Material gebräuchlich. Die Herkunft des Wortes „Hauwerk“ erklärt sich dadurch, dass es sich bei dem gewonnenen Material um „das Werk (die Arbeitsleistung) des Hauers (des Bergmannes)“ handelt.
Auch „Berge“ (taubes Gestein) sind „Hauwerk“, die oben beschriebene Einschränkung gilt daher nicht in der österreichischen Bergmannssprache. Die Bezeichnung „Haufwerk“ an sich gilt in Österreich als „unbergmännisch“.

## Materialkundliche Grundlagen
Zwischen den Partikeln eines Haufwerks herrschen Reibung und Adhäsion, bei bindigen Haufwerken zusätzlich die Kohäsion. Bei unrunden Partikeln wirkt zusätzlich Selbstsperrung und bei rauen Mikroverklammerung. Dazu kommen unter Umständen auch elektrostatische Kräfte.
Unter dem Einfluss der Schwerkraft bildet sich im Haufwerk ein Gleichgewicht der Schubspannungen an den Kontaktflächen, durch die der Haufen seine stabile Form erhält.
Die Partikel können unterschiedliche Korngrößen und Zusammensetzung haben. Sie können aus Reinstoffen bestehen, z. B. aus verschiedenen pharmazeutischen Wirkstoffen in Tabletten, oder ihrerseits aus fest miteinander verbundenen Gemischen, z. B. bei Baustoffen wie Kies.

### Kenngrößen
Für die Untersuchung von Haufwerken lassen sich die Methoden der Partikelmesstechnik und Dispersitätsanalyse nutzen.
- Die Geometrie der Partikel
- Die Rauheit der Oberflächen (Rheologie)
- Der Anteil der Partikel pro Korngröße wird durch die Sieblinie angegeben. Eine stetige Sieblinie erhält man bei Haufwerken mit vielen unterschiedlichen Korngrößen, ohne dass gewisse Körnungen fehlen. In durch Sedimentation nach Korngröße sortiertem Material verwendet man das Körnungsnetz.
- Das Maß für den Anteil des Hohlraums in Haufwerk nennt sich Porosität. Die Hohlräume zwischen den Kontaktstellen der Partikel werden als Zwickel bezeichnet.
- Die Reindichte ist die Dichte bezogen auf das Volumen ohne Hohlräume, die Rohdichte bzw. Schüttdichte auf Hohlräume inklusive.
- Als empirische Kenngröße in pulverig-puderigem Material nimmt man die spezifische Oberfläche als Verhältnis von Materialvolumen zu inneren Oberflächen je Gewichtseinheit
- Maß für die innere Reibung im Haufwerk ist der Schüttwinkel: Je größer der Schüttwinkel, desto stärker hält das Material. Gemessen werden kann er am Schüttkegel. Bei bindigem und verbackenem Material sind sogar Schüttwinkel > 90° möglich.

### Auswirkungen der Kenngrößen
Durch Mischen unterschiedlicher Haufwerke (wie Sand und grobkörnigem Kies) entstehen Haufwerke mit neuer Charakteristik und entsprechend anderem Verwendungszweck.
Stetige Sieblinien sind in bestimmten Anwendungen erwünscht, weil das Gemisch dann wenig Hohlräume enthält. So wird bei der Beton-Herstellung eine höhere Festigkeit erzielt, wenn die Sieblinie des verwendeten Haufwerks stetig ist.
Andere Anwendungen vermeiden gerade die stetige Sieblinie im verwendeten Haufwerk, um eine bestimmte Porosität und Porengröße zu erzielen. Haufwerksporen sind etwa im wasserdurchlässigen Betonpflaster erwünscht, das die zügige Versickerung von Regenwasser ermöglichen soll (Ökopflaster, Sickerpflaster, Drain-Pflaster). Hier wird überwiegend eine Körnung um 5 mm verwendet, mit Anteilen von Feinsand mit 0–1 mm Durchmesser. Die Sieblinie weist also eine charakteristische Lücke zwischen 1 und 5 mm auf. Ein solches Produkt wird dann auch als haufwerksporig bezeichnet. Es findet Verwendung, wo Regenwasser dem Grundwasser zugeführt werden soll, statt zunächst oberflächlich und dann durch die Kanalisation abzulaufen.

### Modellierung
- Einfachste Haufwerke lassen sich mathematisch über Kugelpackungen modellieren.
- Topologisch betrachtet bildet das Haufwerk einen Körper, der zwar insgesamt kompakt ist, dessen Poren (Zwickel) aber sowohl (zumindest idealisiert) überall als auch durchgehend sind. Er ist ein Schwamm, kein Schaum.
- Insbesondere bei stetigen oder teilstetigen Sieblinien sowie sortierten Korngrößen entstehen selbstähnliche Strukturen. Dann korrelieren die wichtigen Kennwerte mit der fraktalen Dimension, die im Volumen unter 3, und in jedem Querschnitt unter 2 liegt.

Wesentlich komplexer wird das mechanische Verhalten von unrunden Partikeln. Als extremes Beispiel sei der Heuhaufen genannt, dessen Halme selbst schon interessante Eigenschaften haben. Hier vollzieht sich ein Übergang vom Haufwerk zum Stapel und dessen mechanischen Eigenschaften (Stapelungsmechanik).
Geraten Haufwerke in Bewegung, so verhalten sie sich wie Fluide und lassen sich durch fluiddynamische Formeln beschreiben.

## Beispiele
- In der Physik redet man von granularer Materie, in der physikalischen Chemie von disperser Phase eines Stoffsystems
- Loses und trockenes Haufwerk bezeichnet man in Logistik und Verfahrenstechnik als Schüttgut und im Bauwesen als Schüttung
- Schüttungen unter geologisch-bergmännischen Gesichtspunkten nennt man Halde, petrologisch betrachtet Lockergestein
- Sediment ist meist Lockergestein, das an der Erdoberfläche durch Erosion oder bestimmte andere Prozesse entstanden und zu Haufwerken abgelagert ist.
- in der Gewässerkunde fasst man die Haufwerke an Bett und Ufer, wie auch in der Strömung selbst unter dem Begriff Geschiebe zusammen